# Stenothoe microps
Stenothoe microps är en kräftdjursart som beskrevs av Georg Ossian Sars 1895. Stenothoe microps ingår i släktet Stenothoe, och familjen Stenothoidae. Arten är reproducerande i Sverige.